# Ramsey (Illinois)
Ramsey is een plaats (village) in de Amerikaanse staat Illinois, en valt bestuurlijk gezien onder Fayette County.

## Demografie
Bij de volkstelling in 2000 werd het aantal inwoners vastgesteld op 1056. In 2006 is het aantal inwoners door het United States Census Bureau geschat op 1066, een stijging van 10 (0,9%).

## Geografie
Volgens het United States Census Bureau beslaat de plaats een oppervlakte van 2,6 km², geheel bestaande uit land. Ramsey ligt op ongeveer 183 m boven zeeniveau.

## Plaatsen in de nabije omgeving
De onderstaande figuur toont nabijgelegen plaatsen in een straal van 20 km rond Ramsey.

## Geboren
- Tex Williams (1917-1985), countryzanger